# Muddina Koppa, Shimoga
Muddina Koppa là một làng thuộc tehsil Shimoga, huyện Shimoga, bang Karnataka, Ấn Độ.